# Parlament der Tschechischen Republik

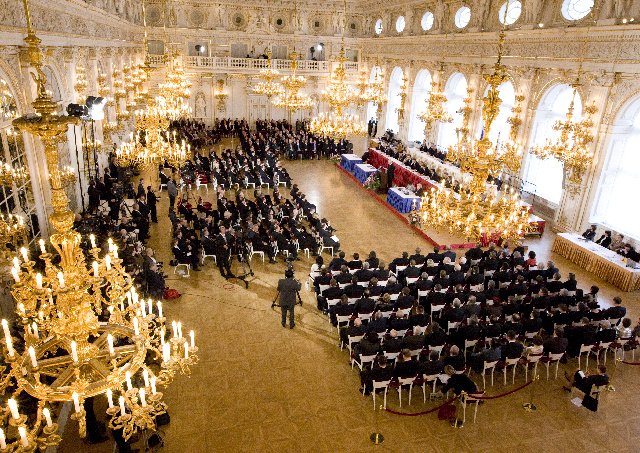
Gemeinsame Sitzung beider Parlamentskammern (Senat und Abgeordnetenhaus) in der Prager Burg anlässlich der Präsidentenwahl 2008

Das Parlament der Tschechischen Republik (tschechisch Parlament České republiky) ist das gesetzgebende Organ der Tschechischen Republik und setzt sich aus zwei Kammern, dem Senat (81 Senatoren) und dem Abgeordnetenhaus (200 Abgeordnete) zusammen. Die Mitglieder des Abgeordnetenhauses werden alle vier Jahre neu gewählt, die Amtszeit der Senatoren beträgt sechs Jahre, wobei alle zwei Jahre ein Drittel per Direktwahl teilerneuert wird.
Das Parlament hat seinen Sitz in mehreren nahe beieinander liegenden Gebäudekomplexen historischer Palais auf der Prager Kleinseite.

## Geschichte
Das tschechische Zweikammerparlament geht zurück auf das Abgeordnetenhaus und den Senat der Tschechoslowakischen Nationalversammlung in der Zwischenkriegszeit. Nach dem Zweiten Weltkrieg wurde in der Tschechoslowakei ein Einkammersystem eingeführt. 1969 wurde im Zuge der Föderalisierung der Tschechoslowakei der Tschechische Nationalrat (Česká národní rada) als eigenes Gesetzgebungsorgan für den tschechischen Landesteil gegründet. Das gesamtstaatliche Parlament war fortan die Föderalversammlung (Federální shromáždění), die sich aus einer Volkskammer (Sněmovna lidu)und einer Nationenkammer (Sněmovna národů) zusammensetzte.
Im Zuge der Teilung der Tschechoslowakei wurde für die am 1. Januar 1993 neu gegründete Tschechische Republik wieder ein Zweikammersystem festgelegt. Der Tschechische Nationalrat wurde zum Abgeordnetenhaus und behielt seine Zusammensetzung bis zu den ersten Wahlen 1996. Im selben Jahr fanden auch die ersten Senatswahlen statt, wodurch das Parlament vollständig konstituiert war.